# Rose Room
Rose Room, également connu sous le nom de In Sunny Roseland, est un standard de jazz composé en 1917. La musique est d'Art Hickman et les paroles de Harry Williams.
La Rose Room est le nom de la salle de l'hôtel St. Francis dans laquelle jouait Art Hickman et son orchestre quand il composa le morceau,.
Deux ans plus tard, en 1919, Columbia organise une session d'enregistrement marathon avec Art Hickman et son orchestre en y incluant Rose Room. L'année qui suit ce morceau devient un best-seller.
Composée à une époque où la popularité du ragtime s'estompait au profit des chansons de blues à trente-deux mesures et de douze mesures, la chanson a été qualifiée de « définitivement en avance sur son temps » par le compositeur Alec Wilder.
En effet, bien que populaire à la fin des années 1910 et au début des années 1920, la chanson a connu sa plus grande popularité plus tard, à l’époque du swing, grâce notamment à Duke Ellington qui a avec son enregistrement de 1932.
Ellington a ensuite utilisé la progression d'accords de la chanson dans sa composition de 1939, In a Mellotone.
Une version de Rose Room a ensuite été enregistrée en 1939 par Benny Goodman avec Charlie Christian (guitare), Lionel Hampton (vibraphone), Fletcher Henderson (piano), Artie Bernstein (contrebasse), Nick Fatool (batterie).
Le Modern Swing Group, avec pour meneur John Kongshaug, a enregistré une version à Oslo le 6 décembre 1954. Il est sorti sur le disque 78 tours His Master's Voice AL 3489.
Le chef d'orchestre Phil Harris a utilisé Rose Room comme « chanson thème » à deux reprises : lors d'un concert à San Francisco et dans le cadre de sa série radiophonique NBC, The Phil Harris-Alice Faye Show.
Le Lawrence Welk Orchestra/Show a réalisé une interprétation avec « Peanuts » Hucko à la clarinette, dans un spectacle rendant hommage aux roses.
Fred Astaire et Ginger Rogers dansent sur ce morceau sur un rythme de tango dans The Story of Vernon and Irene Castle, 1939.
La mélodie joue sur le générique de clôture de Away with the Fairies (2012), un épisode de la première saison de Miss Fisher's Murder Mysteries.